# Monitor (okręt)
Monitor – opancerzony okręt wojenny o napędzie mechanicznym, charakteryzujący się małą dzielnością morską, uzbrojony wyłącznie w artylerię lufową. Klasa wykorzystywana jako ciężkie przybrzeżne okręty artyleryjskie, przeznaczone do ostrzeliwania celów i umocnień na brzegu, zwalczania artylerii nadbrzeżnej i wsparcia desantu; obecnie zanikła.

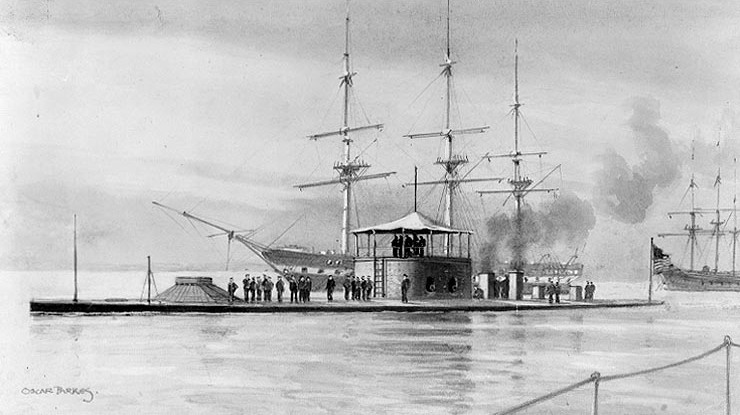
USS "Monitor" z 1862

Charakteryzowała je wyporność od kilkuset do 8000 ton, stosunkowo małe zanurzenie (do 4 m) i mała prędkość, oraz silna artyleria i opancerzenie. Monitory były przeważnie uzbrojone w 2 do 4 dział kalibru od 234 mm do 381 mm w jednej lub dwóch wieżach obrotowych i w działa mniejszego kalibru. Najcięższe uzbrojenie to pojedyncze działo kalibru 456 mm na trzech angielskich monitorach. Lżejsze monitory nosiły działa kalibru 152 mm.
Nazwa tej klasy okrętów pochodzi od okrętu pancernego USS "Monitor" z obrotową wieżą działową, zbudowanego w 1862 w USA podczas wojny secesyjnej. Okręty tej klasy budowane następnie w drugiej połowie XIX wieku przeznaczone były głównie do obrony własnego wybrzeża, następnie wykształciła się z nich klasa pancerników obrony wybrzeża. Podczas I wojny światowej monitory nabrały cech typowo ofensywnych: liczne okręty tej klasy były budowane przez Wielką Brytanię w celu ostrzeliwania brzegów Flandrii. Najsilniejszymi monitorami tego okresu były brytyjskie HMS „Terror” i HMS „Erebus” z 1916 roku, o wyporności 8000 t, uzbrojone w dwie armaty kalibru 381 mm i 8 armat 102 mm.